# Irish League 1960-1961
L'Irish League 1960-1961 è stata la 60ª edizione della prima divisione del campionato nordirlandese di calcio.
Il campionato era formato da dodici squadre e il Linfield vinse il titolo. Non vi furono retrocessioni.

## Classifica finale
| Pos. | Squadra          | G  | V  | N | P  | GF | GS | Punti |
| ---- | ---------------- | -- | -- | - | -- | -- | -- | ----- |
| 1    | Linfield         | 22 | 14 | 4 | 4  | 65 | 34 | 32    |
| 2    | Portadown        | 22 | 12 | 8 | 2  | 56 | 31 | 32    |
| 3    | Ards             | 22 | 14 | 3 | 5  | 66 | 39 | 31    |
| 4    | Glentoran        | 22 | 13 | 2 | 7  | 58 | 26 | 28    |
| 5    | Ballymena United | 22 | 11 | 5 | 6  | 51 | 38 | 27    |
| 6    | Glenavon         | 22 | 10 | 5 | 7  | 51 | 42 | 25    |
| 7    | Crusaders        | 22 | 8  | 7 | 7  | 30 | 29 | 23    |
| 8    | Distillery       | 22 | 10 | 2 | 10 | 63 | 61 | 22    |
| 9    | Bangor           | 22 | 4  | 5 | 13 | 48 | 69 | 13    |
| 10   | Coleraine        | 22 | 5  | 3 | 14 | 46 | 68 | 13    |
| 11   | Derry City       | 22 | 5  | 2 | 15 | 31 | 68 | 12    |
| 12   | Cliftonville     | 22 | 3  | 0 | 19 | 33 | 93 | 6     |

G = Partite giocate; V = Vittorie; N = Nulle/Pareggi; P = Perse; GF = Goal fatti; GS = Goal subiti; 